# 英国推理作家協会
英国推理作家協会（えいこくすいりさっかきょうかい、The Crime Writers' Association）は、1953年にジョン・クリーシーによって設立されたイギリスの作家協会。日本語名で似た名前の団体としてイギリス推理作家クラブがあるが、これは1930年頃に設立されたディテクションクラブ（The Detection Club）のことを指し、別団体である。
英国推理作家協会賞（通称「CWA賞」）を主催していることで知られる。2018年の時点で、 Dea Parkin が会長を務めている。

## 主な会長経験者
- ジョン・クリーシー（1953-）
- ジョゼフィン・ベル（1959-1960）
- ギャビン・ライアル（1966-1967）
- H・R・F・キーティング（1970-1971）
- クリスチアナ・ブランド（1972-1973）
- ディック・フランシス
- キャサリン・エアード（1990-1991）
- マーティン・エドワーズ（2017-2019）